# 馬爾賽 (工部尚書)
馬爾賽（穆麟德轉寫：marsai，？—1669年），滿洲正黃旗，清朝政治人物、工部尚書。
曾任正白旗滿洲副都統。康熙六年三月乙酉，接替葉成額，擔任工部尚書，後改為戶部尚書。由額赫里接任。
康熙八年卒，諡忠敏。